# Томбак, Янек
Янек Томбак (эст. Janek Tombak, род. 22 июля 1976, Пылтсамаа, Йыгевамаа) — эстонский шоссейный велогонщик.

## Достижения
1994
Tour de Lorraine juniors
Тур Божоле
1995
Circuit de la vallée de la Loire
Pédale d'or de Ligugé
2-й на Circuit des plages vendéennes
1996
Circuit des plages vendéennes
1-й в генеральной классификации
3-й и 4-й этап
2-й на Чемпионат Эстонии — групповая гонка
1997
2-й на la Ronde mayennaise
1998
Circuit des plages vendéennes
1-й в генеральной классификации
2-й этап
Annemasse-Bellegarde et retour
Paris-Épernay
Pédale d'or de Ligugé
2-й на Circuit de Vendée
2-й на Чемпионат Эстонии — групповая гонка
6-й на Чемпионат Европы — групповая гонка (юниоры)
2000
3-й и 4-й этап Тур Гессена
6-й этап на Тур де л’Авенир
3-й на Чемпионат Эстонии — групповая гонка
2001
 Чемпион Эстонии — групповая гонка
2-й этап на Deux Jours des Éperons d'or
3-й на Гран-при Рюди Даненса
9-й на Гран-при Плуэ
2002
1-й и 2-й этап Grand Prix Mosqueteiros-Rota do Marquês
2-й этап на Четыре дня Дюнкерка
Пролог и 2-й этап на Saaremaa Velotuur
2-й этап на Grande Prémio do Minho
3-й этап на Тур Польши
2-й на Гран-при Зоттегема
3-й на Чемпионат Эстонии — групповая гонка
2003
 Чемпион Эстонии — групповая гонка
1-й этап на Рут-дю-Сюд
3-й на Чемпионат Эстонии — индивидуальная гонка
10-й на Чемпионат мира — групповая гонка
2004
3-й этап на Тур Дании
2-й на Чемпионат Эстонии — групповая гонка
2005
Тур Пикардии
Гран-при Таллин — Тарту
3-й на Чемпионат Эстонии — групповая гонка
2006
 Чемпион Эстонии — критериум
Гран-при Таллин — Тарту
2007
Halle-Ingooigem
4-й этап на Тур Пикардии
3-й этап на Boucles de la Mayenne
2-й этап на Saaremaa Velotour
2-й на Тур Пикардии
2-й на Гран-при Ефа Схеренса
3-й на Шоле — Земли Луары
3-й на Circuit de Campine
2008
Шоле — Земли Луары
2-й на Гран-при Ефа Схеренса
2-й на Гран-при Соммы
2009
Boucles de la Mayenne
2-й на Boucle de l'Artois
3-й на Гран-при Тарту
3-й на Крейз Брейз Элит
2013
3-й на Чемпионат Эстонии — критериум

## Статистика выступлений
| Гонка           | 2001 | 2004 | 2005 |
| --------------- | ---- | ---- | ---- |
| Джиро д'Италия  | —    | —    | —    |
| Тур де Франс    | —    | 153  | DNF  |
| Вуэльта Испании | DNF  | —    | —    |

## Рейтинги
| Год                      | 2002  | 2003  | 2004 | 2005 | 2006 | 2007 | 2008 | 2009 | 2010 | 2011 | 2012   |
| ------------------------ | ----- | ----- | ---- | ---- | ---- | ---- | ---- | ---- | ---- | ---- | ------ |
| Мировой рейтинг FICP/UCI | 151-й | 129-й | -    |      |      |      |      |      |      |      |        |
| Европейский тур UCI      |       |       |      |      | -    | -    | -    | 96-й | -    | -    | 1099-й |
| Африканский тур UCI      |       |       |      |      | -    | -    | -    | 92-й | -    | -    | -      |
|                          |       |       |      |      |      |      |      |      |      |      |        |
| Источник: UCI            |       |       |      |      |      |      |      |      |      |      |        |